# 越村公一
越村 公一（こしむら こういち、1951年8月30日 - ）は、日本の俳優である。大分県出身。エンパシィ所属。

## 人物
大学時代、ひょんなことからバイト先のCMに出演し、人生初のメイクに衝撃を受ける。
高まった感覚を止められず、モデル事務所、児童演劇青年部、劇団活動を経て本格的に俳優道を志す。
自然と醸し出す飄々さは貴重なキャラクターとなっている。

## 出演

### テレビドラマ

#### NHK
- 大河ドラマ
  - 徳川家康 第39回・第40回（1983年10月2日・9日） - 毛利秀元 役[3]
- 土曜時代ドラマ
  - まっつぐ〜鎌倉河岸捕物控〜 第5回（2010年5月29日） - 白石鼓安 役
  - 四十八人目の忠臣 第7回（2016年11月5日） - 大野九郎兵衛 役
- 木曜時代劇 ぼんくら 第1シリーズ（2014年10月16日 - 12月18日） - 権吉 役
  - ぬけまいる -女三人伊勢参り- 第1話・第2話（2018年10月27日・11月3日） - 駒三 役
- 土曜ドラマ
  - 少年寅次郎 第2話（2019年10月26日） - 医者 役
  - 一橋桐子の犯罪日記 第2話（2022年10月15日） - 老紳士 役[4]
- ドラマ10 プリズム 第4回（2022年8月2日） - 溝口教授 役

#### 日本テレビ
- 火曜サスペンス劇場
  - 幻の罠（1982年6月1日）
  - 5周年記念作品「誰かが見ている」（1986年10月21日）[5] - 今野ミキサー 役
  - 突然、夫に死なれて（1990年9月18日） - 医師 役
  - 弁護士・朝日岳之助3（1991年10月22日） - 野々口浩一 役
  - 松本清張スペシャル・山峡の湯村（1992年9月22日） - 梅田勇作 役
  - 新任判事補 第1作（1994年10月25日） - 尾上事務官 役
  - 名無しの探偵 第12作「兄妹」（1996年4月23日）
  - 小京都ミステリー22「津軽弘前殺人事件」（1998年2月24日）
  - 転勤判事2（1998年1月13日） - 浜岡浩一 役[6]
  - 松本清張スペシャル・中央流沙（1998年8月4日）
  - 地方記者・立花陽介19「箱根小田原通信局」（2002年9月24日） - 医師 役
  - 刑事・鬼貫八郎シリーズ
    - 第1作（1993年3月9日） - 刑事 役
    - 第6作（1996年8月13日） - 出版社社員 役
    - 第16作（2004年3月16日） - 大川 役
- 土曜グランド劇場 検事・若浦葉子 第1話「心の扉を開ける鍵・時効不成立! 母子の歪んだ絆が生む幼児殺害事件」（1991年4月13日）
- 水曜ドラマ
  - 正義の味方 第9話（2008年9月3日） - 山ノ内外務次官 役
  - アイシテル-海容- 第2話・第4話（2009年4月22日・5月6日） - 部長 役[7]
  - 家売るオンナ 第4話・最終話（2016年8月3日・9月14日） - 西出常務 役
- マジすか学園5 第9話 - 最終話（2015年10月 ※3話以降Hulu[注 1]） - 仲町署署長 役

#### TBSテレビ
- 噂の刑事トミーとマツ 第2シリーズ 第35話「空から車が降る港」（1982年11月3日） - 八木沢 役
- ウルトラマンティガ 第12話「深海からのSOS」（1996年11月23日） - 海洋科学研究所所長 役
- 月曜ドラマスペシャル→月曜ミステリー劇場→月曜ゴールデン
  - 和服デザイナー探偵3（1998年4月13日） - 五十嵐警部補 役
  - 弁護士 高見沢響子 第1作 - 第10作（1998年6月15日 - 2009年10月19日） - 加納康彦 役
  - 世直し公務員ザ・公証人4（2004年2月16日） - 黒川政志 役
  - 血痕 警科研・湯川愛子の鑑定ファイル（2004年8月30日） - 坂下信夫 役
  - イソベン・里村タマミの事件簿シリーズ
    - 第1作（2010年6月7日）
    - 第2作（2013年10月21日） - 百合川裁判長 役

  - ホームドクター・神村愛（2012年4月9日） - 金子大樹 役
  - 世田谷駐在刑事（2012年6月18日） - 中岡 役
  - 全盲の僕が弁護士になった理由〜実話に基づく 感動サスペンス!〜（2014年12月1日）
- 松本清張特別企画 一年半待て（2010年12月8日、BS-TBS） - 依田社長 役
- ドラゴン青年団 第2話（2012年7月25日、TBSテレビ / 2012年7月27日、毎日放送） - 光山町内会長 役
- 火曜ドラマ 結婚式の前日に 第1話 - 第3話・第7話 - 最終話（2015年10月13日 - 27日・11月24日 - 12月15日） - 園田忠雄 役
- 日曜劇場 A LIFE〜愛しき人〜 第3話（2017年1月29日） - 蒲生教授 役

#### フジテレビ
- 金曜エンタテイメント→金曜プレステージ
  - リング 〜事故か！ 変死か！ 4つの命を奪う少女の怨念〜（1995年8月11日）
  - おばさんデカ 桜乙女の事件帖 第9作 - 第16作（2000年12月29日 - 2017年5月12日） - 井上敏夫 役
  - しあわせギフトお届け人2（2004年7月23日） - 柳川弁護士 役
  - 検事・霞夕子 第6作（2014年5月23日） - 松井彰 役
  -  Dr.検事モロハシ2（2014年7月1日） - 関田博 役
- 3番テーブルの客（1996年、フジテレビ）
- 東海テレビ制作昼の帯ドラマ 白と黒 第51話・第52話・第56話・第57話・第60話・第65話（2008年） - 佐久間弁護士 役[8][9][10][11][12][13]
- 火曜22時枠 HEAT 第3話（2015年7月21日） - 越村事務長 役
- 月10 転職の魔王様 第9話（2023年9月11日） - 五十嵐明 役
- 月9 366日 第7話 - 最終話（2024年5月20日 - 6月17日） - 宮崎浩 役[14]

#### テレビ朝日
- 江戸の牙 第14話「秘境 女軍団逆襲す」（1980年1月1日） - 忠吉 役
- 痛快あばれはっちゃく 第1話・第12話・第14話・第33話・第36話・第38話・第62話・第82話（1983年 - 1985年）[15]
- 新ハングマン 第3話「ホテル腹上死を演出する始末屋」（1983年8月12日） - 今村 役
- 水曜21時枠
  - 大都会25時 第9話「危険な落とし穴!女ハスラーの白い指」（1987年6月17日）
  - さすらい刑事旅情編シリーズ
    - IV 第2話（1991年10月23日） - 金田 役
    - V 第15話（1993年2月3日）

  - 相棒シリーズ
    - season11 第15話「同窓会」（2013年2月13日） - 辻正樹 役
    - season16 第18話「ロスト〜真相喪失」（2018年2月28日） - 塹江悟 役
- 木曜ドラマ
  - 外科病棟女医の事件ファイル 第5話（1991年8月8日） - 村崎国夫 役
  - 家政婦は見た! 第1話（1997年10月9日） - 小暮正一 役
  - 緊急取調室 SECOND SEASON 第2話（2017年4月27日） - 柚木刑事 役
  - ケイジとケンジ、時々ハンジ。 最終話（2023年6月8日） ‐ 海老沢修二 役
- 土曜ワイド劇場
  - 松本清張スペシャル・状況曲線（1994年11月26日） - 新幹線の車掌 役
  - 家政婦は見た!シリーズ
    - 第16作（1997年7月5日）[16]
    - 第25作（2007年7月14日） - 飯田太 役
    - 第26作（2008年7月12日）[17]

  - 車椅子の弁護士・水島威5（1998年10月3日） - 北村 役
  - 終着駅シリーズ12（2000年2月5日） - 十々木史郎 役
  - お祭り弁護士・澤田吾朗（2000年5月6日） - 飛田克之 役
  - 西村京太郎トラベルミステリーシリーズ
    - 第53作（2010年2月6日） - 佐藤警部 役
    - 第64作（2015年8月15日） - 村井支配人 役

  - 救急救命士・牧田さおり7（2010年5月1日） - 川辺三郎 役
  - 100の資格を持つ女〜ふたりのバツイチ殺人捜査〜4（2010年8月28日） - 久保田和雄 役
  - 女刑事・左近山響子（2011年5月7日） - 小倉署の刑事 役
  - 広域警察2（2011年5月21日） - 小田原中央警察署署長・佐山 役
  - 京都南署鑑識ファイル6（2011年8月13日） - 鳥海潜一 役
- 日曜ナイトプレミア バラ色の聖戦 30歳2児の母、モデルになる。 第5話（2011年10月2日） - 岡崎健一郎 役
- Answer〜警視庁検証捜査官 第3話（2012年4月18日）- パレス高松の大家 役
- 金曜ナイトドラマ
  - セカンド・ラブ（2015年2月6日 - 3月20日） - 木田校長 役
  - 漂着者 ep,1（2021年7月23日） - 後宮徳治郎 役
- 土曜プライム ゴールドウーマン（2016年5月28日） - 児玉美津夫 役
- 警視庁 ナシゴレン課（2016年10月18日 - 12月20日） - 小野田哲 役[18]
- 日曜プライム ドラマスペシャル 誘拐法廷 セブンデイズ（2018年10月7日） - 裁判長 役
- 4K時代劇スペシャル 無用庵隠居修行3（2019年9月13日、BS朝日） - 金右衛門 役
- ドラマスペシャル
  - 当確師（2020年12月27日） - 友田泰 役
  - お花のセンセイ 第2弾（2021年12月23日） - 桜井長作 役
- 火曜9時枠 マルス-ゼロの革命- 第7話・第8話（2024年3月5日・12日、テレビ朝日） - 西城の秘書 役

#### テレビ東京
- 月曜・女のサスペンス 通勤新幹線替玉殺人事件（1992年4月27日） - 沢口吾郎 役[19]
- 女と愛とミステリー→ 水曜ミステリー（第1期）→ 水曜シアター9→水曜ミステリー（第2期）→水曜エンタ・水曜ミステリー9
  - 旅行作家・茶屋次郎2（2002年6月5日） - 種田医師 役
  - 監察医・篠宮葉月 死体は語る 第3作（2003年5月21日） - 鑑識 役
  - 篝警部補の事件簿シリーズ
    - 第2作（2004年5月19日） - 島村刑事 役
    - 第4作（2008年4月16日） - 大森警部 役

  - 不倫調査員・片山由美 第6作（2004年12月8日） - 白井 役
  - 猪熊夫婦の駐在日誌 第2作（2005年3月23日）
  - 松本清張特別企画・張込み（2011年11月2日） - バス運転手 役
  - ガンリキ 警部補・鬼島弥一2（2012年11月14日） - 河原 役
- Lドラ サギ師リリ子 最終話（2009年4月3日） - 斉藤経理部長 役
- 花実のない森（2017年3月29日） - 梅木光太郎 役
- サイレント・ヴォイス 行動心理捜査官・楯岡絵麻 第5話（2018年11月3日、BSテレ東 / 2019年2月6日、テレビ東京） - 神谷稔 役

#### その他
- ミッドナイト☆ドラマ 超人ウタダ 第5話 - 第7話（2008年2月27日 - 3月13日、WOWOW） - 小島博之 役
- 連続ドラマW（WOWOW）
  - ヒトリシズカ 第3話（2012年11月4日） - 楠木 役
  - 正体 第3話（2022年3月26日）- 鷲生 役

### Webドラマ
- AKBホラーナイト アドレナリンの夜 第34話「帰り道」（2016年2月4日、ビデオパス・テレ朝動画）

### 映画
- 星空のマリオネット（1978年1月21日、ATG）
- 震える舌（1980年11月22日、松竹）
- 幻の湖（1982年9月11日、東宝）
- のぞき（1983年9月16日、日活）
- 初夜の海（1984年12月22日、日活）
- あぶない刑事フォーエバー THE MOVIE（1998年9月12日、東映）
- カンゾー先生（1998年10月17日、東映）
- ウルトラマンコスモスVSウルトラマンジャスティス THE FINAL BATTLE（2003年8月2日、松竹・円谷プロ） - アナウンサー 役
- いつかA列車（トレイン）に乗って（2003年12月20日、シネマ・クロッキオ）
- わたしの赤ちゃん（2004年10月2日、パル企画） - 吉村一徳 役
- 愛のむきだし（2009年1月31日、ファントム・フィルム）
- ゆずり葉-君もまた次のきみへ-（2009年6月13日、全日本ろうあ連盟）
- ゴールデンスランバー（2010年1月30日、東宝）
- ちょんまげぷりん（2010年7月31日、ジェイ・ストーム）
- 無知との遭遇 CLOSE ENCOUNTERS OF THE STUPID（2010年10月9日、よしもとクリエイティブ・エージェンシー）
- Cheerfu11y（2011年10月22日、ユニバーサルミュージック）

### 舞台
出典：公式プロフィール
- その男ゾルバ（作：ジョゼフ･スタイン、演出：中村哮夫）
- LUV（作：マレー・シスガル、演出：塩見哲）
- 五木ひろし特別公演『商売繁盛で幸もってこい』
- 朝丘雪路特別公演『出雜子女房』
- 新・演歌の花道（原案：斉藤ひろし、脚本・演出：元生茂樹）
- あらしのよるに（2004年、原作：きむらゆういち、脚色・演出：塩見哲） - ガブ 役
- RO-DOKU 音戯草子～坂口安吾『桜の森の満開の下』（演出：小林裕）
- シェルター！（作・演出：かないかん）
- うつくしい朝に！（作：ポール・オズボーン、構成・演出：小林裕）

### CM
- 千葉銀行
- やまや